# 三社祭礼囃子
三社祭礼囃子（さんじゃさいれいばやし、英語: Sanja Sairei Bayashi）は、遠州横須賀三熊野神社大祭（静岡県掛川市西大渕）にて囃される祭り囃子である。
静岡県無形文化財第一号に指定されている。

## 三社祭礼囃子のはじまり
江戸時代、横須賀藩の第14代藩主西尾忠尚（1689～1760）が参勤交代で江戸に在った時、その家臣に江戸の祭礼囃子（江戸で風靡されていた葛西囃子）を習い覚えさせ、遠州横須賀に伝え、古来のものも取り入れて独特の名調子を作り出したものと伝わる。
「三社祭礼」とあるが、これは三熊野神社が地元で「三社さま」と称されていたことによるもので、浅草の三社祭と直接の関係があるわけではない。

## 町方有志の心意気
天保年間、町方有志が江戸に出赴き習い直し囃子の乱れを正した。
更に明治初期にも再び有志が江戸に足を運び技を鍛え、現在に伝わる三社祭礼囃子（藝能横須賀囃子）が完成されたと伝えられている。

## 曲目

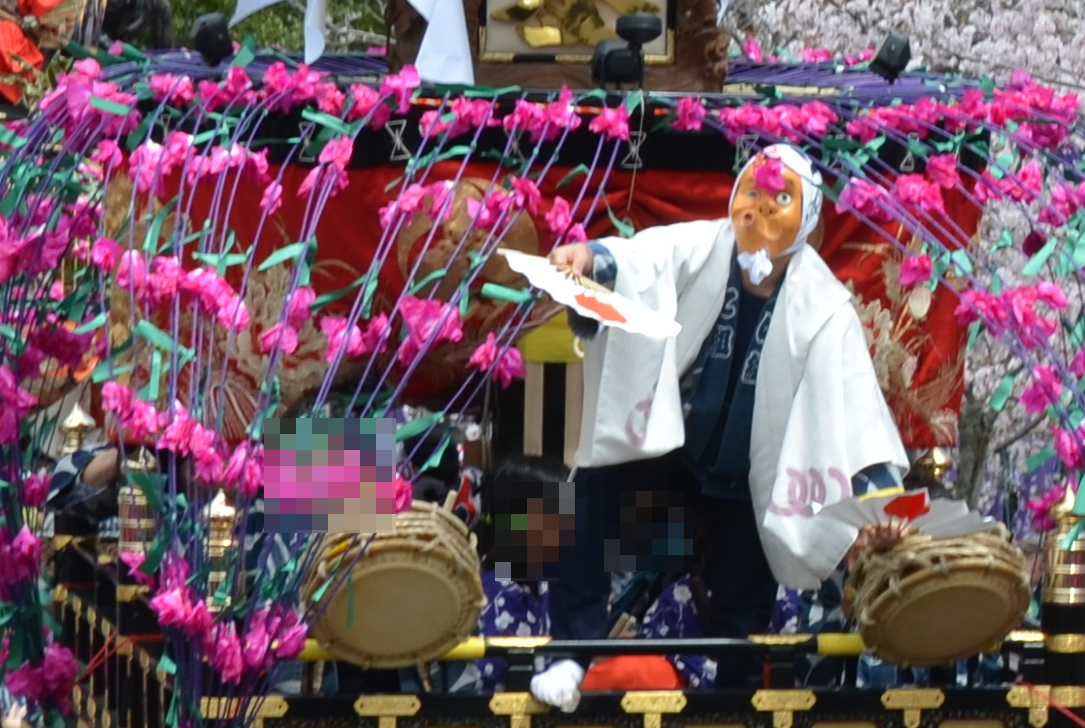
三社祭礼囃子を奏でる人々（2014年4月5日撮影）

道中囃子と称し、祢里引き回しの際に囃される。類いまれな調子であり引き手と祢里に独特な動きを与える。
- 大間（おおま）
- 屋台下（やたした）※1部の地域「やたいした」とも言う。
- 馬鹿囃子（ばかばやし）

役太鼓と称し、神前および各町会所（総代前）にて囃される。明治期以前は神前と城主のみに対して囃されていた。儀礼太鼓とも言った。横須賀13ヶ町それぞれ特有（固有）の役太鼓を囃す。
- 昇殿（しょうでん）
- 鎌倉（かまくら）
- 四丁目（しちょうめ）

## 囃子道具

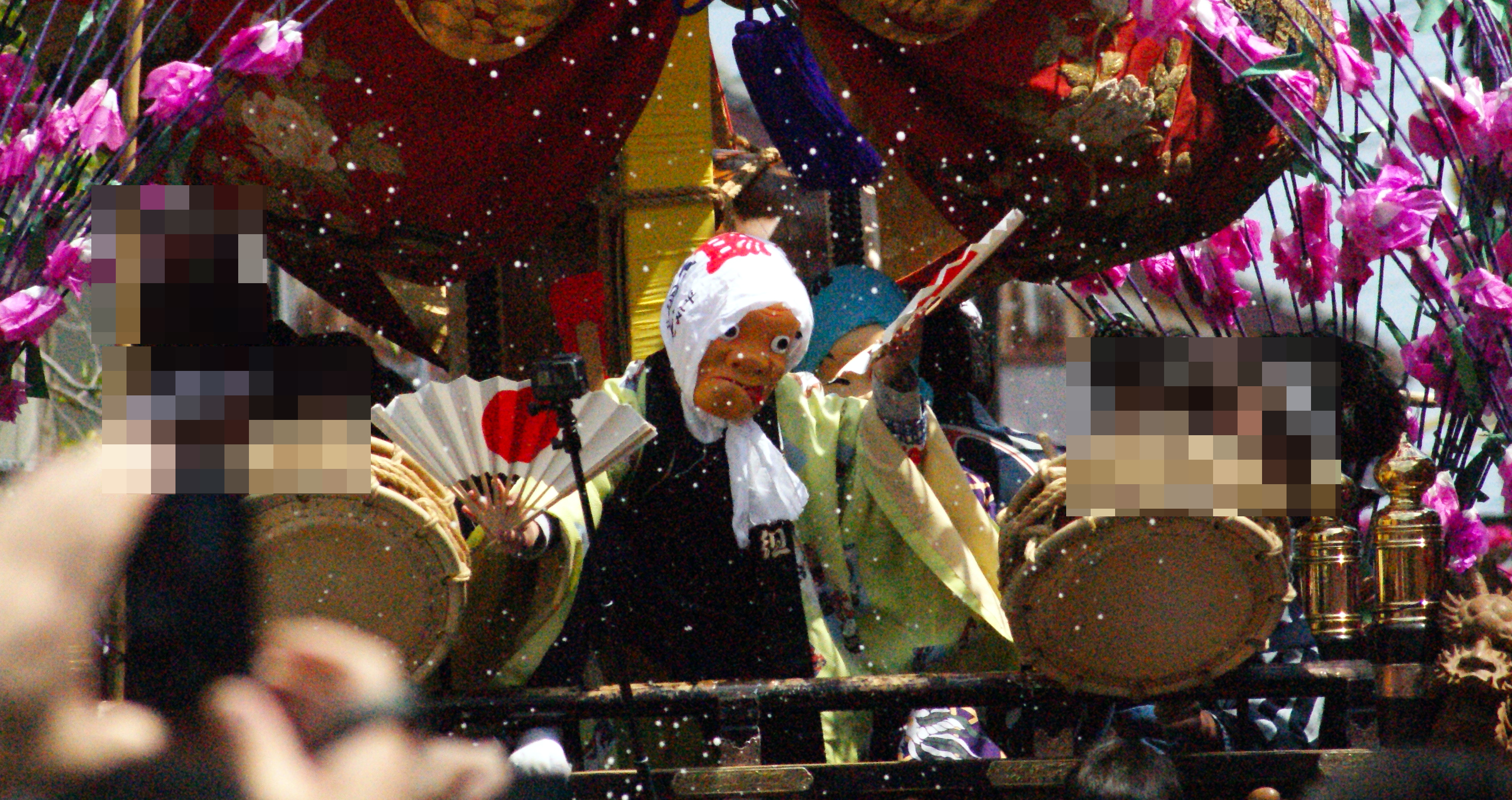
三社祭礼囃子を奏でる人々（2018年4月8日撮影）

- 小太鼓2
- 大太鼓1
- 摺金1
- 笛2

等

## 踊り

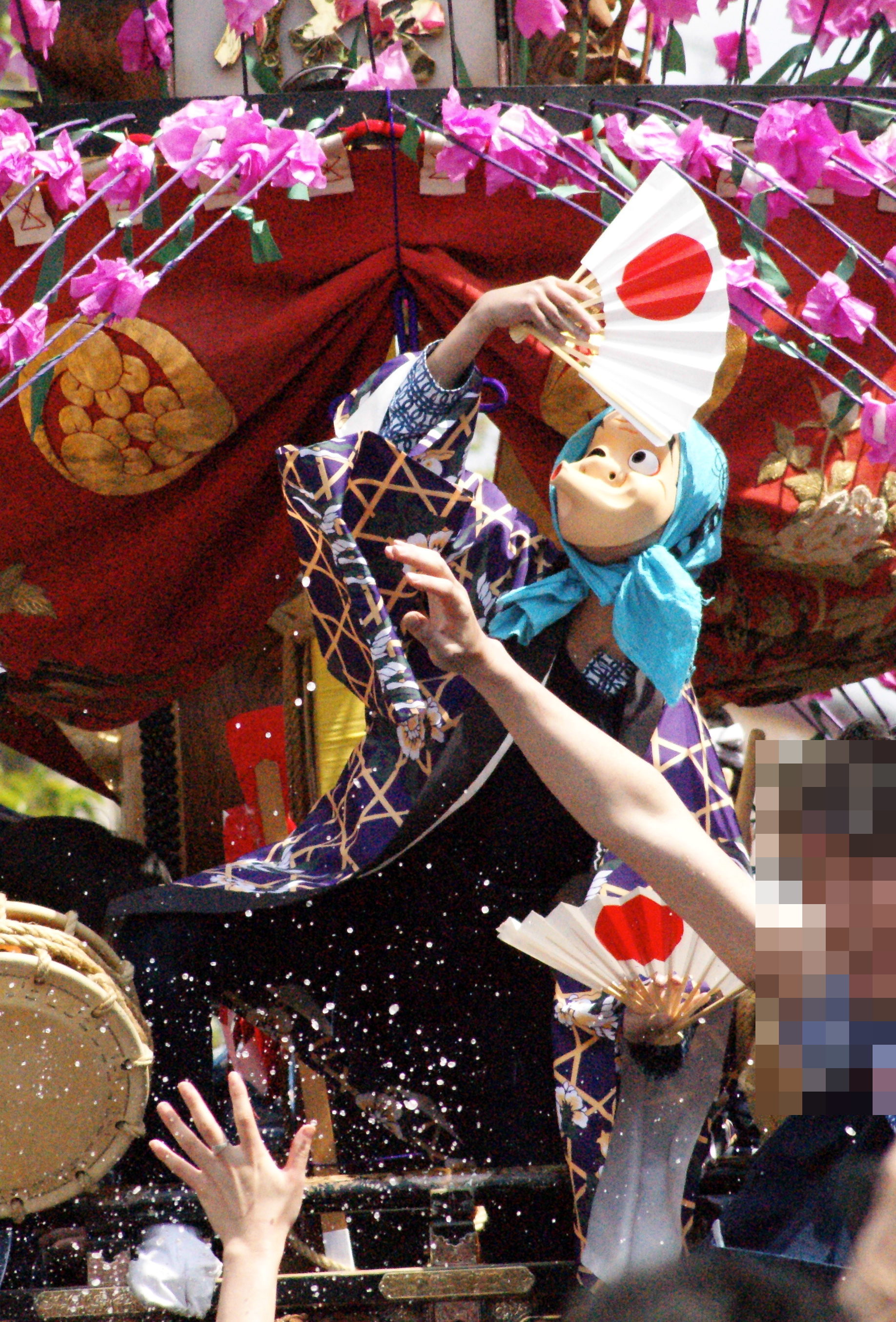
三社祭礼囃子のひょっとこ（2018年4月8日撮影）

- ひょっとこ
- おかめ
- 般若（馬鹿囃子のみ）

等

## その他

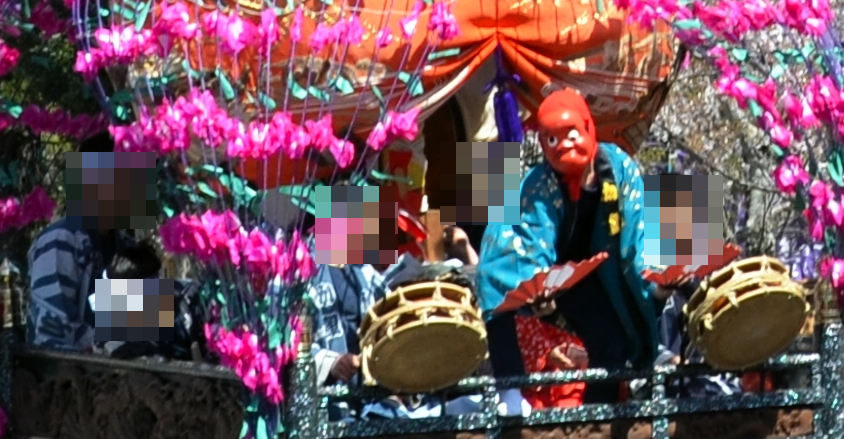
三社祭礼囃子を奏でる人々（2015年4月4日撮影）

三社祭礼囃子は袋井、森、掛川など周辺地区の祭礼にも伝わり、二輪屋台とともに静岡県中東遠地区の祭礼の特徴となっている。これらの地区では、それぞれ独自に発展し異なる曲目・調子を持つ。
三社祭礼囃子は昭和30年11月1日静岡県無形文化財第一号に指定されている。
昭和31年1月、横須賀町（現静岡県掛川市横須賀）の町長名により保存会結成のための会合が開かれ、同年3月『三社祭礼囃子保存会（さんじゃさいれいばやしほぞんかい）』が発足した。